# Skistodiaptomus mississippiensis
Skistodiaptomus mississippiensis is een eenoogkreeftjessoort uit de familie van de Diaptomidae. De wetenschappelijke naam van de soort is voor het eerst geldig gepubliceerd in 1894 door Marsh.